# Ле-Монсожонне
Ле-Монсожонне (фр. Le Montsaugeonnais) — муніципалітет у Франції, у регіоні Гранд-Ест, департамент Верхня Марна. Ле-Монсожонне утворено 1 січня 2016 року шляхом злиття муніципалітетів Монсожон, Протуа i Во-су-Обіньї. Адміністративним центром муніципалітету є Протуа. Населення — 1139 осіб (01.01.2021).